# 3793 Leonteus
3793 Leonteus је Јупитеров тројански астероид. Приближан пречник астероида је 86,26 ,
а средња удаљеност астероида од Сунца износи 5,200 астрономских јединица (АЈ).
Инклинација (нагиб) орбите у односу на раван еклиптике је 20,923 степени, а орбитални период износи 4331,586 дана (11,859 годину). Ексцентрицитет орбите астероида износи 0,089.
Апсолутна магнитуда астероида износи 8,80 а геометријски албедо 0,071.
Астероид је откривен 11. октобра 1985. године.